# Günter Ferdinand Ris
Günter Ferdinand Ris (* 16. Mai 1928 in Leverkusen; † 15. Mai 2005 in Darmstadt) war ein deutscher Bildhauer.

## Leben
Nach einem freiwilligen Kriegsdienst in den Jahren 1943 bis 1945 studierte Ris von 1947 bis 1951 an den Akademien in Karlsruhe, Düsseldorf und Freiburg im Breisgau. Er begann seine Laufbahn 1952 als Typograf, Porträtmaler und Werbeberater. 1960 erfolgte seine Hinwendung zur Bildhauerei, in der er erste Erfolge erzielte (Biennale Musée d’Art Moderne, Paris; documenta II (1959) und documenta III (1964), Kassel; Deutscher Pavillon, Biennale von Venedig 1966). Sein Atelier hatte Ris an seinem Wohnort Oberpleis.
Seine klaren, konkreten Plastiken im öffentlichen Raum sind von sinnlicher Strenge und unpathetischer Klarheit und gaben um 1970 formal einer gesellschaftlichen Grundhaltung Ausdruck, die sich politisch in der Ära Brandt/Scheel im Bemühen um Transparenz und Toleranz niederschlug. So wie der Neubau des Bonner Bundeskanzleramtes als bauliches Understatement ohne jegliches repräsentatives Dekor allein funktionalen Überlegungen folgte, so lud die raumbestimmende Lichtwand, die Ris im Foyer – vor dem Presseraum – installierte, spontan und eindrucksvoll zu Reflexionen über diese neue Offenheit ein.
Seine Werke wurden auch international zum deutschen Exportgut und Aushängeschild der neuen Epoche, die das Ende des Kalten Krieges einläutete, zum Beispiel die Brunnenanlage vor der deutschen Botschaft in Brasilia oder seine Werke auf der Expo ’70 in Osaka.
Die Verknüpfung von Zeichnung, Malerei und Architektur in der Plastik war eines seiner künstlerischen Hauptanliegen, denen er sich aus den unterschiedlichsten Richtungen annäherte. In seinem Alterswerk ab 1996 knüpfte er an die Werkgruppe „Paysages architectuals“ der 60er Jahre an und entwickelte diese architektonischen Landschaften aus weißem Kunststoff in einer Vielfalt wie musikalische Variationen über ein Thema fort. Unter anderem arbeitete er auch als Designer und entwickelte Möbel, Inneneinrichtungen und zum Beispiel für Rosenthal ein Kaffee- und Tee-Service, Gläser und den „Sunball“-Kugelstuhl (1969), der seit 2015 als Nachbau erneut produziert wird.
Ris war verheiratet mit Hildegard Hofmann, mit der zusammen er die Kinder Frank, Eva und Daniel Ris hatte.

## Ehrungen
- 1961: Bremen, Kunstpreis der Böttcherstraße[1]
- 1963: Florenz, Villa-Romana-Preis[1]
- 1984: Meschede, August-Macke-Preis der Stadt[1]
- 1984: Bonn, August-Macke-Medaille der Stadt[1]

## Galerie

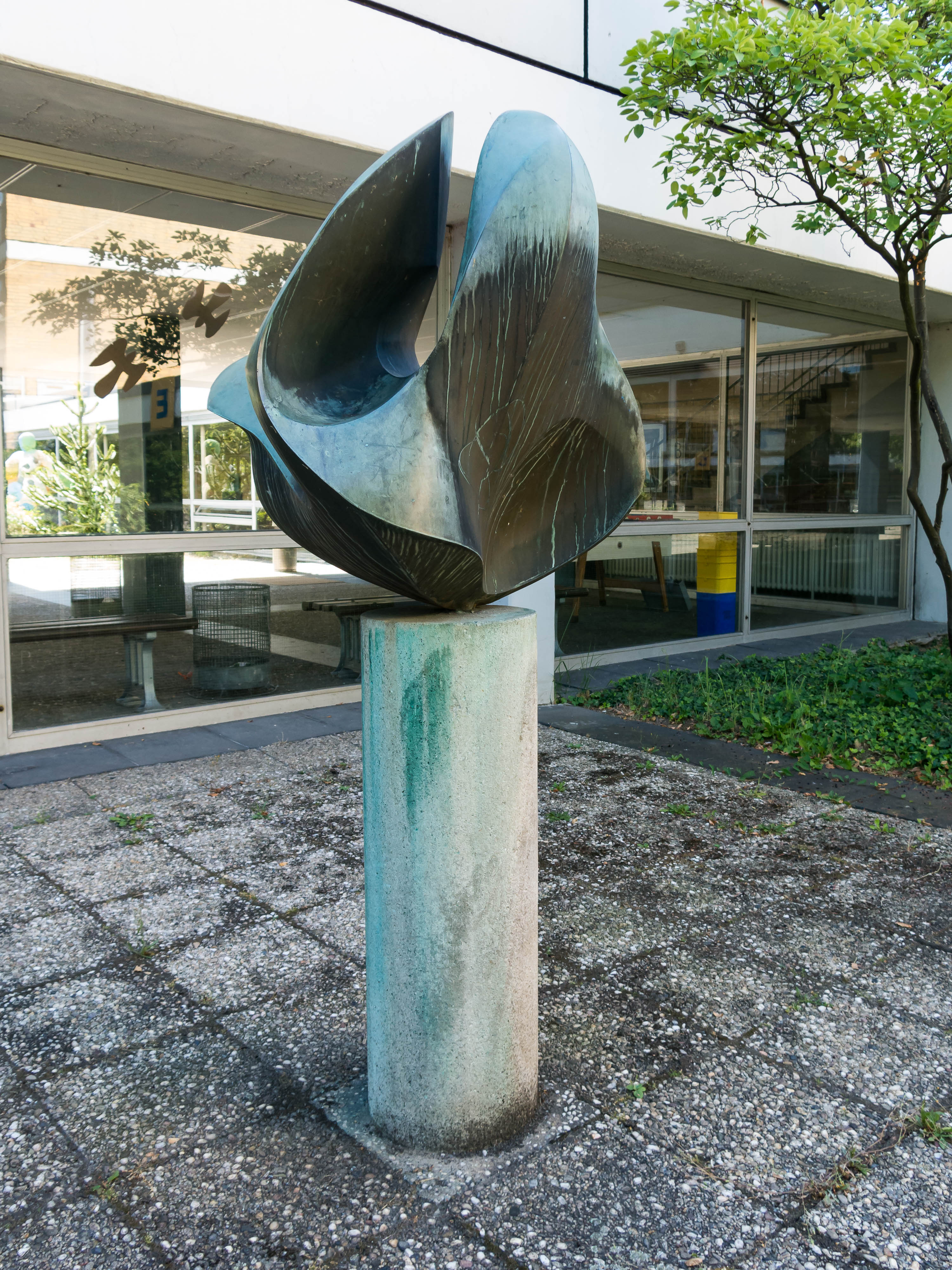
Säulenkopf (1963), auf dem Schulhof des Heinrich-Hertz-Europakollegs in Bonn
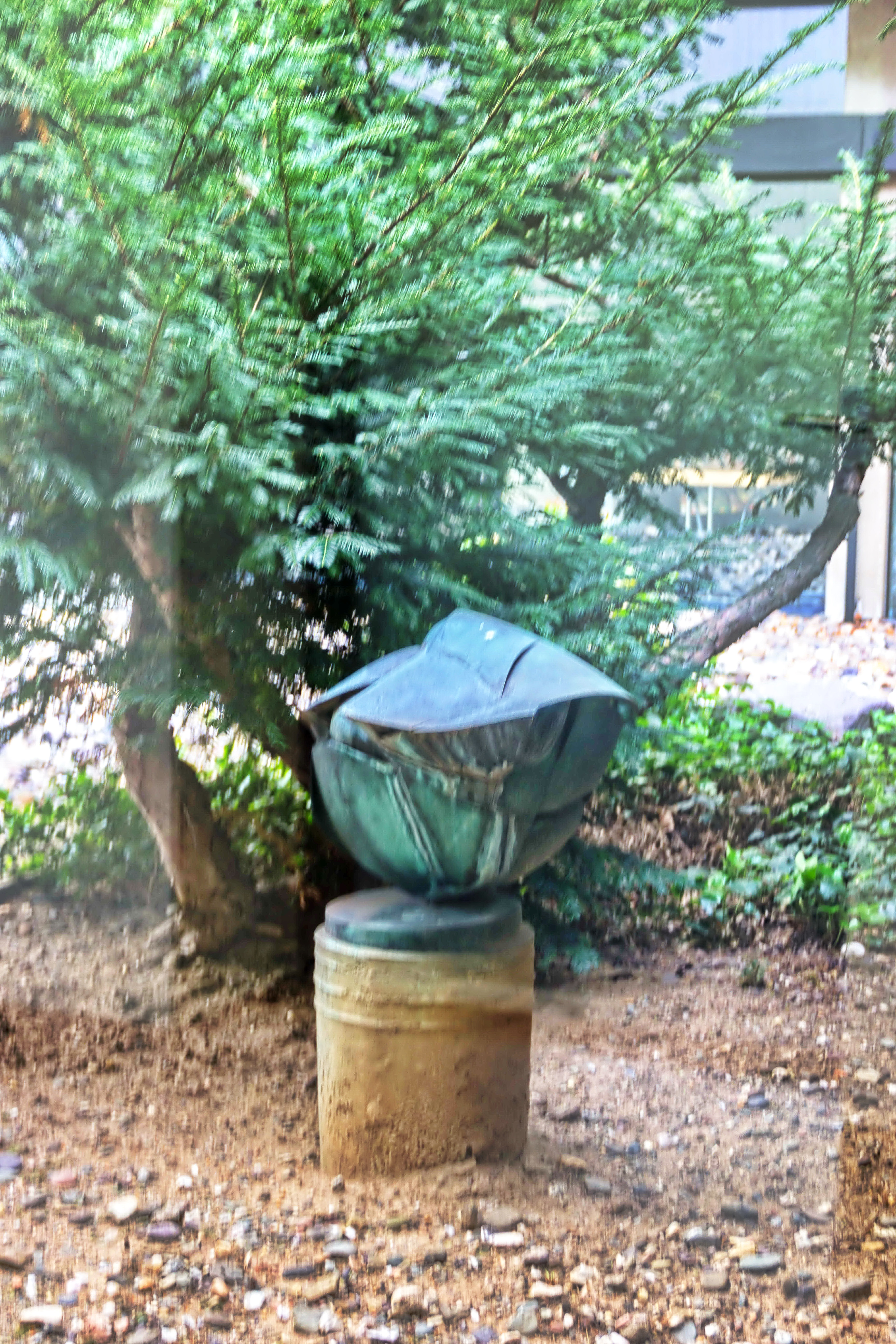
Fortifikation (1965), Campus Kreuzbauten vor Haus A 2 in Bonn
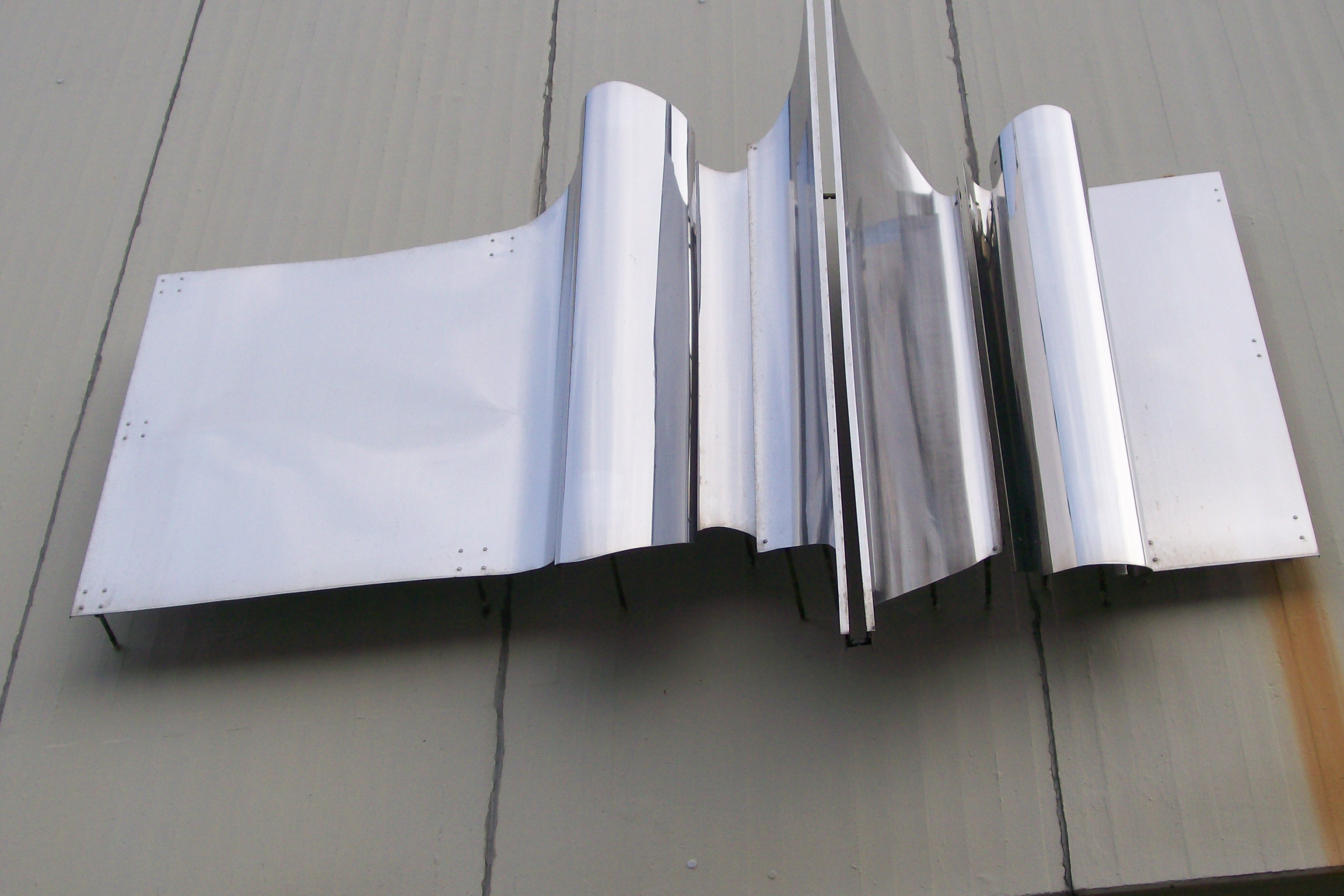
Edelstahl-Wandrelief (1970) am Haus für alle, Moislinger Mitte, in Lübeck-Moisling
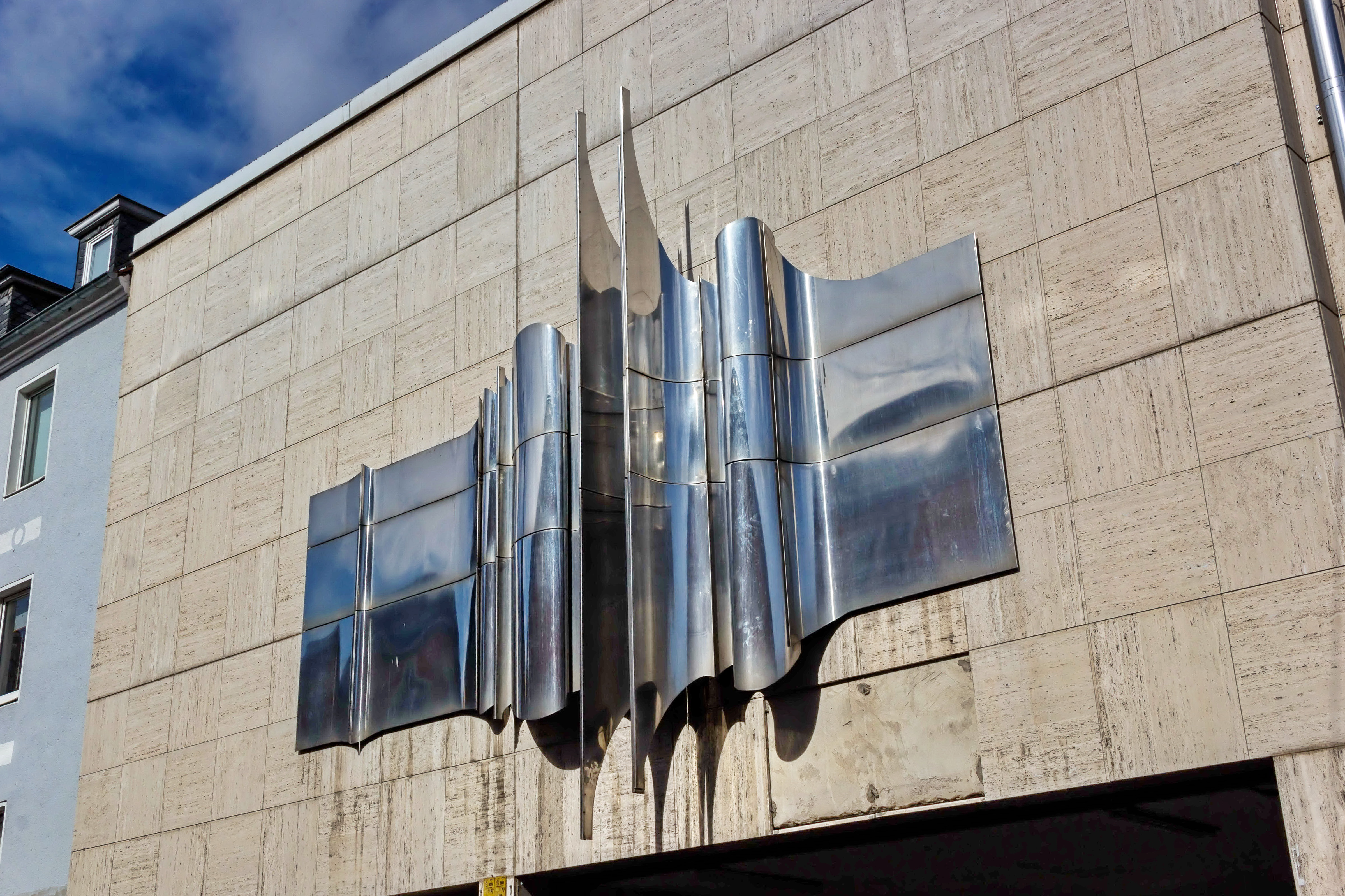
Bonner Wand (1972), Franziskanerstraße 3 in Bonn
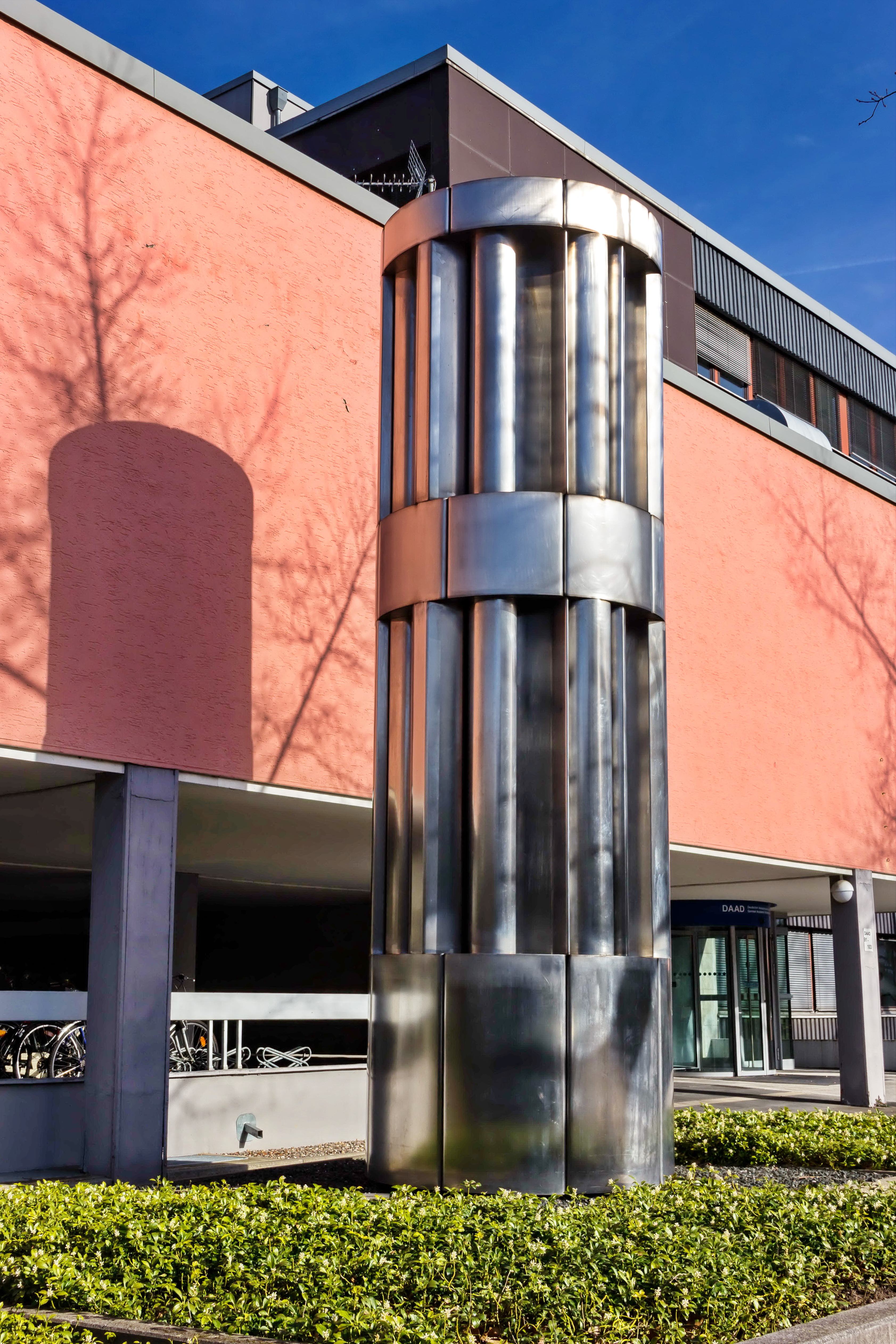
Großer Lichtpfeiler (1973), vor dem Gebäude des DAAD in Bonn
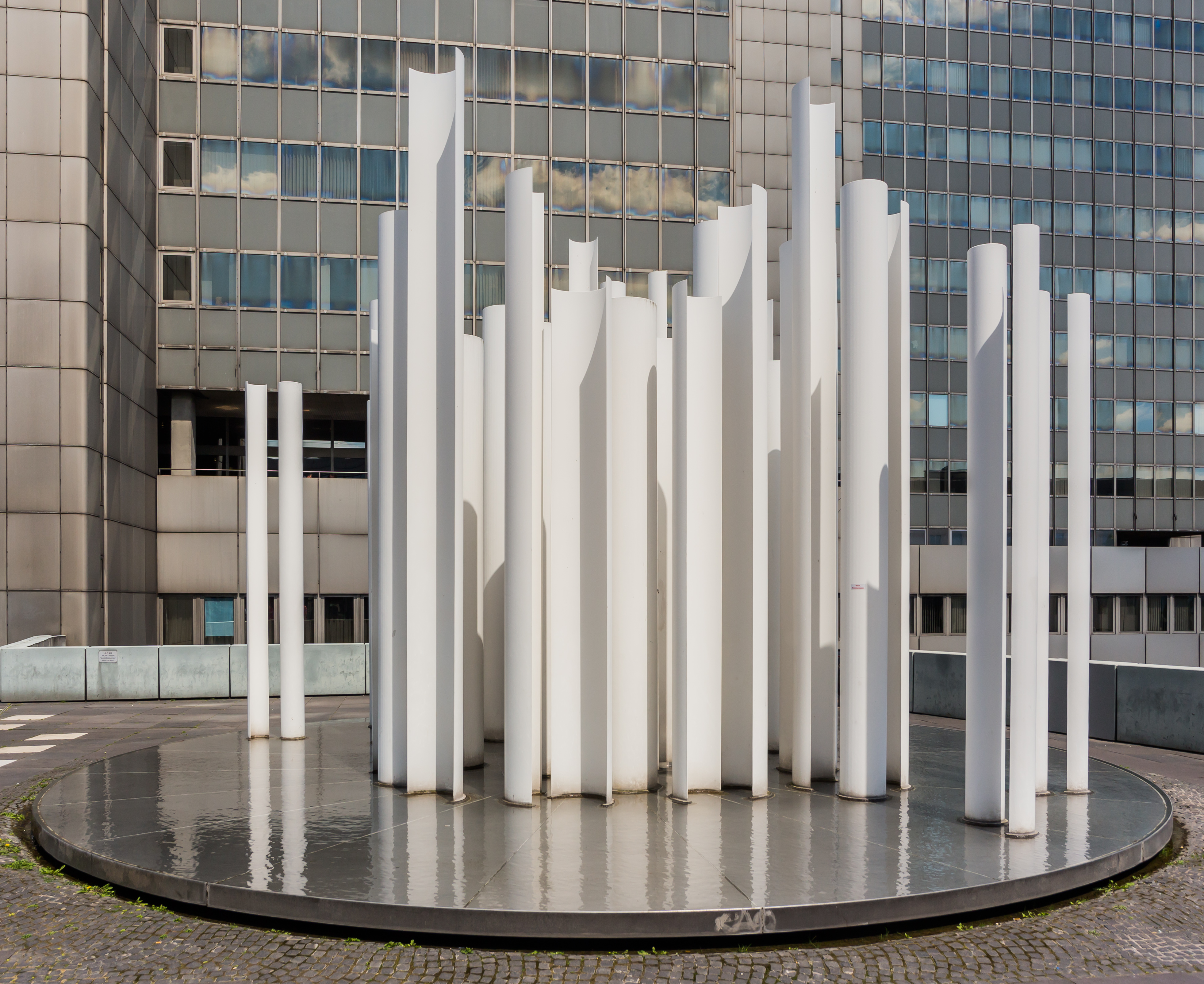
Wasserlichtfeldspiegel (1977) am Stadthaus Bonn
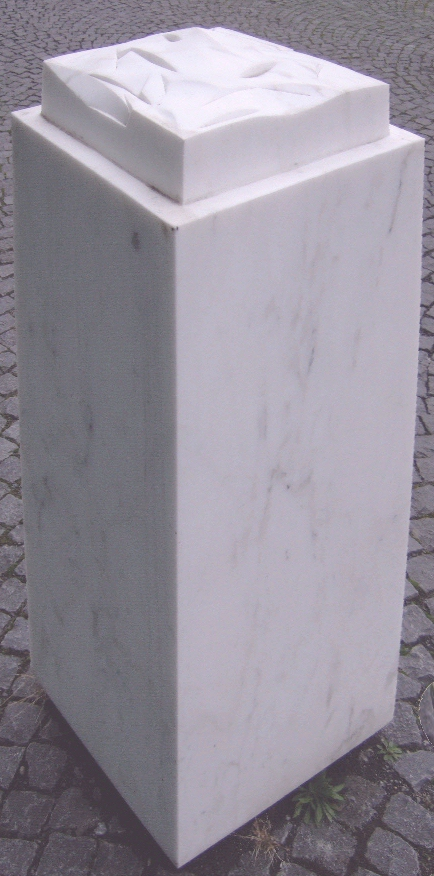
o.T. (Objekt 2/01) (2001) – Rheinisches Landesmuseum Bonn